# (35587) 1998 HR63
1998 HR63 (asteroide 35587) é um asteroide da cintura principal. Possui uma excentricidade de 0.09846060 e uma inclinação de 4.36716º.
Este asteroide foi descoberto no dia 21 de abril de 1998 por LINEAR em Socorro.